# Альберт Эйнштейн (грузовой космический корабль)
«Альберт Эйнштейн» — европейский автоматический грузовой космический корабль, названный в честь физика Альберта Эйнштейна (1879—1955). Это четвёртый корабль из серии ATV, первым кораблём был «Жюль Верн». Строительство аппарата шло в Бремене, Германия.

## История
ATV-4 был запущен 5 июня 2013 года в 21:52:11 UTC (6 июня, 01:52:11 МСК) с помощью ракеты-носителя тяжёлого класса «Ариан-5ES» из Гвианского космического центра на Куру. Стыковка с российским служебным модулем «Звезда» была осуществлена 15 июня 2013.
Стыковка произошла 15 июня 2013 года в 14:07 UTC (18:07 МСК), на 20 минут позже запланированного срока, так как потребовалось дополнительное время для проверки лазерных отражателей. На своем борту он доставил более 6,5 тонн груза, включающего: воду, кислород, продукты питания, экспериментальное оборудование.
Ввиду разногласий между специалистами НАСА и Роскосмоса, возникшими из-за возможности загрязнения грузовика плесенью и бактериями, открытие люков было отложено. В результате было принято решение, взять пробы воздуха после провести очистку требующую около 5 часов.
28 октября 2013 года в 08.54 UTC (12.54 МСК) ATV-4 «Альберт Эйнштейн» был отстыкован от служебного модуля «Звезда».
2 ноября 2013 ATV-4 «Альберт Эйнштейн» осуществил контролируемый спуск в атмосферу, с последующим разрушением.